# The Mother of Dartmoor
The Mother of Dartmoor er en britisk stumfilm fra 1916 af George Loane Tucker.

## Medvirkende
- Elisabeth Risdon som Avesa Pomeroy.
- Bertram Burleigh som Ives Pomeroy.
- Enid Bell som Jill Wicket.
- George Bellamy som Matthew Northmore.
- Sydney Fairbrother som Mrs. Bolt.